# Alberto Dossena
Alberto Dossena (Brescia, 13 ottobre 1998) è un calciatore italiano, difensore del Como.

## Caratteristiche tecniche
Difensore molto strutturato fisicamente, è anche dotato di ottime qualità tecniche. Di piede destro, viene impiegato principalmente nella difesa a tre, ma può giocare anche nella linea a quattro; pulito negli interventi, ha dimostrato buone abilità anche nell’anticipo.

## Carriera

### Giovanili e prestito al Perugia
Dopo essere cresciuto nelle giovanili del Lumezzane, nell'estate 2015 Dossena viene acquistato dall'Atalanta, che lo schiera con la formazione Primavera.
Il 31 gennaio 2017, viene ceduto in prestito al Perugia, squadra militante in Serie B. Quindi, debutta tra i professionisti il 4 marzo 2017, nel match di campionato contro l'Avellino, vinto per 5-0. Il 28 ottobre dello stesso anno, segna il suo primo gol fra i professionisti nel pareggio per 3-3 contro la Cremonese. Con la maglia biancorossa, il difensore totalizza dieci presenze ed un gol.

### Prestiti a Siena, Pistoiese ed Alessandria
Dopo essere tornato dal prestito di Perugia, Dossena viene girato in prestito semestrale in Serie C al Siena nella stessa finestra di mercato. 
In bianconero trova tuttavia poco spazio, raccogliendo solo sei presenze. Per le successive due stagioni, rimane nello stesso campionato, vestendo prima la maglia della Pistoiese, dove totalizza 28 presenze, poi quella dell'Alessandria, dove ne totalizza 26.

### Avellino
Il 15 settembre 2020, Dossena viene ingaggiato a titolo definitivo dall'Avellino, in Serie C. In poco tempo, Dossena diventa uno dei punti fermi della formazione campana, aiutando la squadra a conquistare i play-off per due stagioni di fila; con la maglia biancoverde, gioca in tutto 54 partite, andando a segno per tre volte.

### Cagliari
Il 12 agosto 2022, viene ufficializzato il suo trasferimento al Cagliari, club appena retrocesso in Serie B, che lo acquista a titolo definitivo per 200 000 euro, più bonus legati alla promozione dei sardi in Serie A. Fa il suo esordio ufficiale in maglia rossoblù il 26 dicembre, in occasione del successo interno per 2-0 sul Cosenza, valida per la 19ª giornata di campionato. Inizialmente relegato dietro a Goldaniga e Barreca nelle gerarchie stabilite da Liverani, acquisisce la piena titolarità nella seconda parte di stagione, con il ritorno di Claudio Ranieri sulla panchina rossoblù, e assurge di gara in gara tra i protagonisti del cammino rossoblù, in coppia con Giorgio Altare. L'11 giugno 2023, si aggiudica con il Cagliari la vittoria dei play-off di categoria nella sfida del San Nicola contro il Bari, tornando in Serie A dopo appena una stagione passata in cadetteria.
Il 12 agosto 2023, Dossena segna il suo primo gol con il Cagliari, in cui sblocca nei tempi supplementari il risultato della partita casalinga di Coppa Italia contro il Palermo, vinta per 2-1. Esordisce in Serie A il 21 agosto successivo, venendo schierato da titolare nella partita contro il Torino. Nove giorni dopo, il 30 agosto, il difensore rinnova il proprio contratto con la società sarda fino al 2027. Segna la sua prima rete in massima serie l'11 novembre, nella partita persa per 2-1 in casa della Juventus. Lungo la stagione, colleziona due gol e quattro assist in 35 partite di campionato, contribuendo così alla salvezza diretta dei sardi.

### Como
Il 29 giugno 2024, viene comunicata la sua cessione a titolo definitivo al Como, neo-promosso in Serie A, per circa otto milioni di euro, più due di bonus; il giocatore firma un contratto quadriennale con il club lariano.

## Statistiche

### Presenze e reti nei club
Statistiche aggiornate al 24 maggio 2025.
| Stagione        | Squadra         | Campionato      | Campionato | Campionato | Coppe nazionali | Coppe nazionali | Coppe nazionali | Coppe continentali | Coppe continentali | Coppe continentali | Altre coppe | Altre coppe | Altre coppe | Totale | Totale |
| Stagione        | Squadra         | Comp            | Pres       | Reti       | Comp            | Pres            | Reti            | Comp               | Pres               | Reti               | Comp        | Pres        | Reti        | Pres   | Reti   |
| --------------- | --------------- | --------------- | ---------- | ---------- | --------------- | --------------- | --------------- | ------------------ | ------------------ | ------------------ | ----------- | ----------- | ----------- | ------ | ------ |
| 2016-2017       | Perugia         | B               | 5          | 0          | CI              | 0               | 0               | -                  | -                  | -                  | -           | -           | -           | 5      | 0      |
| 2017-gen. 2018  | Perugia         | B               | 5          | 1          | CI              | 1               | 0               | -                  | -                  | -                  | -           | -           | -           | 6      | 1      |
| Totale Perugia  | Totale Perugia  | Totale Perugia  | 10         | 1          |                 | 1               | 0               |                    | -                  | -                  |             | -           | -           | 11     | 1      |
| gen.-giu. 2018  | Siena           | C               | 6          | 0          | CI-C            | 0               | 0               |                    | -                  | -                  | -           | -           | -           | 6      | 0      |
| 2018-2019       | Pistoiese       | C               | 27         | 0          | CI + CI-C       | 1+1             | 0               | -                  | -                  | -                  | -           | -           | -           | 29     | 0      |
| 2019-2020       | Alessandria     | C               | 26         | 0          | CI-C            | 2               | 0               | -                  | -                  | -                  | -           | -           | -           | 28     | 0      |
| 2020-2021       | Avellino        | C               | 20+6       | 2          | CI              | 1               | 0               | -                  | -                  | -                  | -           | -           | -           | 27     | 2      |
| 2021-2022       | Avellino        | C               | 27+1       | 1          | CI              | 1               | 0               | -                  | -                  | -                  | -           | -           | -           | 29     | 1      |
| Totale Avellino | Totale Avellino | Totale Avellino | 47+7       | 3          |                 | 2               | 0               |                    | -                  | -                  |             | -           | -           | 56     | 3      |
| 2022-2023       | Cagliari        | B               | 23+4       | 0          | CI              | 1               | 0               | -                  | -                  | -                  | -           | -           | -           | 28     | 0      |
| 2023-2024       | Cagliari        | A               | 35         | 2          | CI              | 1               | 1               | -                  | -                  | -                  | -           | -           | -           | 36     | 3      |
| Totale Cagliari | Totale Cagliari | Totale Cagliari | 58+4       | 2          |                 | 2               | 1               |                    | -                  | -                  |             | -           | -           | 64     | 3      |
| 2024-2025       | Como            | A               | 23         | 0          | CI              | 0               | 0               | -                  | -                  | -                  | -           | -           | -           | 23     | 0      |
| Totale carriera | Totale carriera | Totale carriera | 197+11     | 6          |                 | 9               | 1               |                    | -                  | -                  |             | -           | -           | 217    | 7      |